# Сумтранг-гомпа

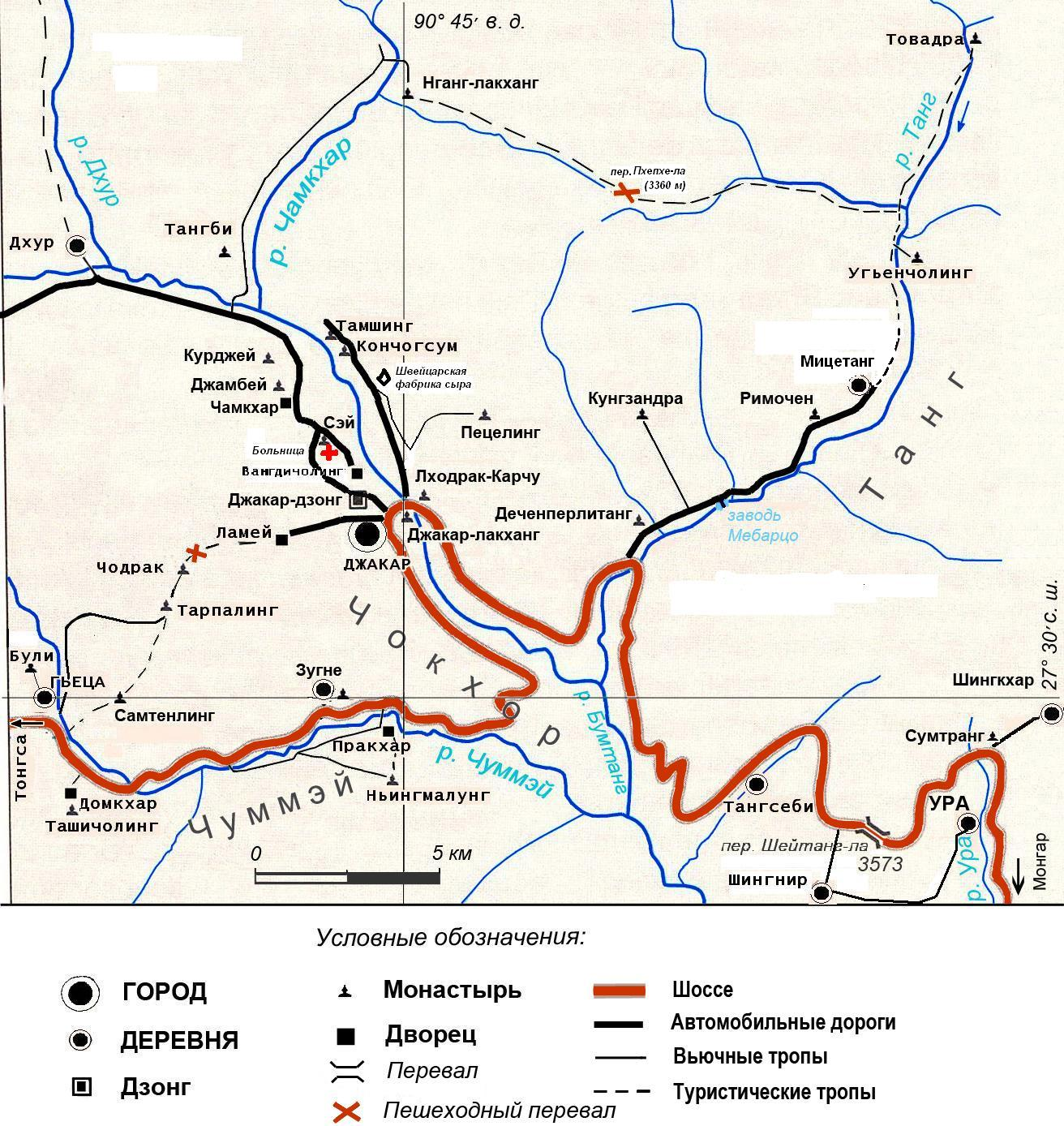
Карта центральной части Бумтанга

Сумтранг-гомпа, также Собранг-лакханг и Нулинг-гомпа. (дзонг-кэ གས􀰆མ་ཕྲང་།, вайли gsumthrang, лат. sumtrang) — буддийский монастырь школы Ньингма, расположенный в районе Ура в Бумтанге, Бутан. Находится недалеко от основной трассы и города Ура на высоте около 3100 м в деревне Сумтранг.
Монастырь основал Пема Лингпа. Сама деревня Сумтранг основана в 1228 году.
В монастыре проводится на 7-10 день 9-го месяца тибетского календаря (в конце октября) четырёхдневный праздник (цечу) Сумтранг Канг Сол.
В этой деревне родился и провёл ранние годы в этом монастыре бутанский писатель и деятель культуры Дашо Лам Сангха (1934—2007).